# Masoch
Masoch è un film drammatico del 1980 scritto e diretto da Franco Brogi Taviani e ispirato alla biografia dello scrittore Leopold von Sacher-Masoch raccontata ne Le mie confessioni, i diari dell'ex moglie Aurora von Rümelin pubblicati sotto lo pseudonimo di Wanda von Sacher-Masoch.
37a Mostra Internazionale del Cinema di Venezia 1980
New York Film festival 1980
Filmex Los Angeles 1980
Festival San Francisco 1980
Festival Orleans 1981

## Trama
Masoch è uno scrittore nell'Austria di metà ottocento. S'innamora, ricambiato, della crudele Aurora Rümelin, una donna di umili origini. Masoch, per portare avanti la relazione, stabilisce delle condizioni formalizzate in un patto sottoscritto da entrambi: il loro rapporto dovrà sottostare a delle rigide dinamiche padrona-schiavo, per soddisfare le fantasie erotiche dell'uomo. I due si sposano e hanno tre figli, mentre Masoch chiede costantemente ad Aurora di umiliarlo e violentarlo, sia fisicamente che emotivamente, fino a spingerla nelle braccia di un altro uomo.